# Acrocercops leucocyma
Parectopa leucocyma (tên tiếng Anh: Kauri Leafminer) là một loài bướm đêm thuộc họ Gracillariidae. Nó được tìm thấy ở New Zealand.
Ấu trùng ăn Agathis australis. Chúng ăn lá nơi chúng làm tổ. 